# 納塔利婭·阿瑞巴莎諾瓦
納塔利婭·阿瑞巴莎諾瓦（俄語：Наталья Аринбасарова，1946年9月24日—）是一名俄羅斯女演員。她從1965年開始出演了超過30部電影。從1966至1969年，她嫁給了安德烈·康查洛夫斯基並生下兒子耶戈尔，兒子之後也成為著名電影導演。她之後嫁給攝影師尼古拉·沃维奇，並誕下一個女兒卡蒂雅，她之後成為一名演員和電影導演。阿瑞巴莎諾瓦的第三任丈夫為導演愛爾多·
乌拉兹巴耶夫，他倆合作了幾部電影。阿瑞巴莎諾瓦與幾任丈夫都保持良好關係，他們會支持兒女的學習和電影事業。

## 外部鏈接
- 納塔利婭·阿瑞巴莎諾瓦在互联网电影资料库（IMDb）上的資料（英文）